# Acroteriobatus omanensis
Acroteriobatus omanensis är en fisk i familjen hajrockor som förekommer vid Arabiska halvön.
Typisk för arten är ett kilformigt huvud. Mellan ryggfenorna finns en större klaff. I huden finns inga taggar.
Arten är endast känd från havet kring Oman. Den dyker till ett djup av 100 meter. Exemplaren hittas ovanför mjuk havsbotten. Exemplaren blir könsmogna vid en längd av 50 cm. Tre honor var 58 till 60 cm långa. Antagligen lever arten liksom Acroteriobatus annulatus (tidigare Rhinobatos annulatus) fem år.
Acroteriobatus omanensis fiskas troligtvis som matfisk och några exemplar hamnar som bifångst i fiskenät. Populationens storlek är inte känd. IUCN listar arten med kunskapsbrist (DD).